# 本本主義
本本主義又稱教條主義，是毛澤東1930年5月在《反对本本主义》中提出的一個概念。毛澤東認為，在中國開展無產階級革命，不講究中國實際情況，生搬硬套馬克思主義，就是本本主義。

## 背景
20世紀20年代末、30年代初，當時中國共產黨高層主張工人階級以城市為中心奪取政權，是完全符合馬克思主義理論的。毛澤東則主張農村包圍城市，先奪取農村再進攻城市，並批評主張要先夺取中心城市的人是在搞本本主義。

## 影响

### 1961年干部下乡进厂潮
《反对本本主义》的原稿曾遗失多年。1961年1月中国共产党八届九中全会结束之后，毛泽东的秘书重新找到一本纸张已经变得发黄的《调查工作》小册子，送到毛泽东面前。毛泽东“见到阔别数十载的这篇文章后，高兴地说，‘失散多年的孩子’终于找回来了。喜悦之情溢于言表。”
1961年3月10日，在“三南”会议会前，毛泽东印发了1930年写的《调查工作》（即《反对本本主义》），讨论了《农村人民公社条例（草案）》（即“农业六十条”），由此毛泽东再次强调了干部亲自作调查研究的重要性。
会上，毛泽东出示了给刘少奇、周恩来、陈云、邓小平以及彭真五名中央常委以及“三北”会议参会者的信，提出派陶铸去北京一趟，交换意见。毛泽东在信中提到：
|  | 大队内部生产队与生产队之间的平均主义问题，是两个极端严重的大问题，希望在北京会议上讨论一下，以便各人回去后，自己并指导各级第一书记认真切实调查一下。不亲身调查是不会懂得的，是不能解决这两个重大问题的（别的重大问题也一样），是不能真正地全部地调动群众积极性的。省、地、县、社第一书记忙于事务工作，不作亲身的典型调查，满足于在会议上听地、县两级的报告，满足于看地、县的书面报告，或者是满足于走马观花的调查，因此不甚了了，一知半解，派陶铸前往北京交换意见。 |

这次报告随后在中国掀起了一股干部下乡进厂潮。中国共产党党内开始“大兴调查研究之风，要求干部深入到工厂、农村，帮助群众克服困难，解决群众所遇到的问题”